# Queso de tuna
El queso de tuna es un producto dulce típico mexicano elaborado a partir de reducir jugo de tuna cardona, el fruto del nopal cardón. A pesar de su nombre, no tiene nada que ver con el queso lácteo. Recibe este nombre por similitud en su textura, color café pálido y modo de presentación. Es típico de los estados de Aguascalientes, Guanajuato, Querétaro, San Luis Potosí y Zacatecas.

## Preparación
Los frutos se cosechan, se pelan y se hierven con agua durante varias horas para provocar la evaporación del líquido. De esta manera se fabrica una especie de puré de consistencia más densa llamado «melcocha». Al dejarse enfriar, se amasa fuertemente hasta dejar de ser pegajoso y se solidifica, para luego colocarlo en moldes. En ocasiones de rellenan o decoran con almendras, cacahuates, nueces o piñones.